# 特拉沃
特拉沃（義大利語：Travo），是意大利皮亚琴察省的一个市镇。总面积80平方公里，人口2035人，人口密度25.4人/平方公里（2009年）。ISTAT代码为033043。